# چاخ‌لق ساحلی
چاخ‌لق ساحلی (نام علمی: Esacus magnirostris) که به نام زانوکلفت ساحلی نیز شناخته می‌شود، پرنده‌ای بزرگ و زمین‌نشین است که در استرالیا، جزیره‌های جنوب شرقی آسیا دیده می‌شود. با طول ۵۵ سانتیمتر (۲۲ اینچ) و ۱ کیلوگرم (۲٫۲ پوند) وزن، یکی از بزرگ‌ترین پرندگان ساحلی جهان است.
چاخ‌لق ساحلی به عنوان نزدیک تهدید در فهرست سرخ IUCN گونه‌های در معرض خطر طبقه‌بندی شده است. در نیو ساوت ولز به عنوان در خطر انقراض بحرانی فهرست شده است.